# Perdita beata
Perdita beata är en biart som beskrevs av Cockerell 1895. Perdita beata ingår i släktet Perdita och familjen grävbin. Inga underarter finns listade i Catalogue of Life.